# Diecezja Imoli
Diecezja Imoli (łac. Dioecesis Imolensis) −  diecezja Kościoła rzymskokatolickiego w północnych Włoszech, w metropolii Bolonii, w regionie kościelnym Emilia-Romania.

## Historia
Diecezja została erygowana już w IV wieku, co czyni ją jedną z najstarszych struktur kościelnych w regionie. Jej początki są nie do końca jasne, ale wiadomo, że istniała już przed czasami św. Ambrożego z Mediolanu. W średniowieczu diecezja przechodziła pod różne metropolie: początkowo była sufraganią Mediolanu, potem Rawenny, a od XVI wieku – Bolonii.
Diecezja Imoli zapisała się w historii Kościoła, ponieważ kilku jej biskupów zostało papieżami, m.in.:
- kard. Fabio Chigi (późniejszy papież Aleksander VII),
- kard. Barnaba Chiaramonti (późniejszy papież Pius VII),
- kard. Giovanni Maria Mastai Ferretti (późniejszy papież Pius IX).